# Партизанская армия имени Тупака Катари
Партизанская армия имени Ту́пака Ката́ри (исп. Ejército Guerrillero Túpac Katari) — боливийская леворадикальная индейская организация, созданная Фелипе Киспе в 1980-х годах и начавшая вооружённую борьбу против правительства в 1990-е годы. Организация выступала за социальную справедливость и предоставление индейскому населению равных прав и взяла своё название в честь индейского вождя Ту́пака Ката́ри, поднявшего первое антиколониальное восстание в стране.
Нынешний вице-президент Боливии Альваро Гарсиа Линера был одним из организаторов и руководителей партизанской армии, за что был арестован и отсидел в тюрьме пять лет. Ещё один из учредителей армии, Фелипе Киспе, впоследствии был генеральным секретарём конфедерации сельскохозяйственных рабочих и возглавляет одно из левых индейских движений.